# Gerda von Uslar
Gerda von Uslar (* 1909 in Bad Elster; † September 1966 in Bern) war eine deutsche Dramaturgin, Übersetzerin und Hörspielregisseurin.

## Leben
Gerda von Uslar war die Tochter eines Arztes. Sie beendete noch vor Ausbruch des Zweiten Weltkrieges ein Sprachstudium in Hamburg und arbeitete anschließend am dortigen Ibero-Amerikanischen Institut, bevor sie als Lektorin ans Deutsche Schauspielhaus ging. Danach wechselte sie als Dramaturgin zum Jungen Theater, ehe sie Ende der 1940er Jahre eine Anstellung beim damaligen Nordwestdeutschen Rundfunk erhielt. Hier war sie zunächst als Hörspieldramaturgin tätig, später wirkte sie in der Aufnahmeleitung und als Hörspielregisseurin.
Daneben übersetzte und bearbeitete Gerda von Uslar Theaterstücke, Bücher und Hörspiele aus dem Französischen, dem Spanischen, dem Italienischen, dem Japanischen und dem Englischen in die deutsche Sprache. Eine ihrer bekanntesten Arbeiten war die Übersetzung des Romans Der Krieg der Knöpfe des französischen Schriftstellers Louis Pergaud. Sie schuf die bis heute einzige Übersetzung des preisgekrönten Romans Ein Todesfall in der Familie von James Agee.
Gerda von Uslar war eine Tante des Philosophen und Psychologen Detlev von Uslar. Sie starb 57-jährig während Verlagsverhandlungen in der Schweiz an den Folgen eines Herzanfalls in einem Berner Hotelzimmer.

## Hörspielarbeiten

### Als Bearbeiterin (Wort)
- 1948: Reineke Fuchs – Regie: Ludwig Cremer
- 1949: Schmutzige Hände – Regie: Otto Kurth
- 1950: Michael Kramer – Regie: Otto Kurth
- 1951: Der steinerne Engel – Regie: Gustav Burmester

### Als Übersetzerin aus dem Französischen
- 1949: Flug über Sibirien – Regie: Fritz Schröder-Jahn
- 1949: Das seltsame Abenteuer des Herrn Biche – Regie: Kurt Reiss
- 1950: Die tote Königin – Regie: Ulrich Erfurth
- 1951: Stern der Meere – Regie: Gustav Burmester
- 1951: Merlette – Regie: Kurt Reiss
- 1952: Verein für kleine Freiheit – Regie: Kurt Reiss
- 1960: Gespräch im Park – Regie: Hans-Dieter Schwarze
- 1961: Sodom und Gomorrha – Regie: Otto Kurth
- 1965: Rien pour rien – Regie: Wolfgang Spier

### Als Übersetzerin aus dem Japanischen
- 1958: Zwei moderne Nô-Spiele – Regie: Helmut Brennicke
- 1958: Das Traumkissen – Regie: Carl Nagel
- 1960: Gesicht im Spiegel – Regie: Rolf von Goth
- 1961: Die getauschten Fächer – Regie: Hans-Dieter Schwarze
- 1961: Die hundertste Nacht – Regie: Hans-Dieter Schwarze

### Als Übersetzerin aus dem Englischen
- 1960: Blick über den Zaun – Regie: Otto Kurth
- 1960: Die Tore des Sommers – Regie: nicht bekannt

### Als Regisseurin
- 1949: Stunde des Erkennens – Autor: Arthur Schnitzler
- 1954: Beschlossen im Familienrat – Autor: Joachim Friedrich Meyer
- 1955: Tun mit „h“ geschrieben – Autor: Joachim Friedrich Meyer
- 1955: Die gestohlene Muse – Autor: Joachim Friedrich Meyer
- 1955: Nicht nur Kleider machen Leute – Autor: Joachim Friedrich Meyer
- 1955: Die Madame Bovary vom Montparnasse – Autor: Peter Alten
- 1955: Der Stern von Konstantin/Verschlungene Wege – Autor: Joachim Friedrich Meyer
- 1956: Er und Sie oder Wieso es nicht nur Frauen schwerfällt, sachlich zu sein – Autorin: Marianne Eichholz
- 1957: Mord in Badalona (aus der Reihe Die Jagd nach dem Täter) – Autor: Heinz Dunkhase
- 1957: Moselfahrt – Autor: Walter Teich
- 1958: Die Insel der brennenden Berge – Autor: Walter Teich
- 1960: Panik in Pearson (aus der Reihe Die Jagd nach dem Täter) – Autor: Jochen Schöberl
- 1960: Das einwandfreie Alibi (aus der Reihe Die Jagd nach dem Täter) – Autor: Jochen Schöberl
- 1960: Der Brandstifter (aus der Reihe Die Jagd nach dem Täter) – Autorin: Irmgard Wolffheim
- 1961: Mord auf Abruf (aus der Reihe Die Jagd nach dem Täter) – Autor: Hellmut Kleffel
- 1961: Der Photo-Wettbewerb (aus der Reihe Die Jagd nach dem Täter) – Autorin: Irmgard Köster

### Als Sprecherin
- 1952: Ein Paß für Madeleine – Regie: Gerlach Fiedler
- 1955: Nadja Etoilée – Regie: Jean Jacques Vierne

## Weitere Übersetzungen (Auswahl)
- Miguel de Cervantes: El licenciado vidriera (Der gläserne Lizentiat). (In: Miguel de Cervantes Saavedra: Meistererzählungen: Die Beispielhaften Novellen. (=detebe-Klassiker. Band 22527). Übersetzung aus dem Spanischen. Diogenes, Zürich 1993, ISBN 3-257-22527-X. S. 292–329.)
- Miguel de Cervantes: El licenciado vidriera (Der gläserne Lizentiat). In: Miguel de Cervantes Saavedra: Sämtliche Erzählungen. Übersetzung aus dem Spanischen. Anaconda, Köln 2016, ISBN 978-3-7306-0330-7. S. 292–329.